# Mutilate
Albums de Angerfist
Pissin' Razorbladez
(2006) Retaliate
(2011)
Mutilate est le deuxième album produit et commercialisé le 29 mars 2008 par Angerfist, et distribué par Rige Distribution. L'album contient deux CD.

## Histoire
L'album Mutilate est pour la première fois disponible en exclusivité lors de l'événement du même nom organisé par Angerfist le 29 mars 2008. À cette occasion, le site officiel de l'artiste présente des fonds d'écran gratuitement téléchargeables et le megamix de l'événement présente déjà les nouveaux titres exposés dans l'album. Des artistes tels que Unexist, Outblast, Korsakoff et Nosferatu étaient présents lors de cet événement et certains d'entre eux ont répondu présents dans l'album. Une bande-annonce est également diffusée à l'occasion de la diffusion de l'album et du concert du même nom.

## Pistes
| 1.  | Introduction                                  | —                                                               | 0:45 |
| 2.  | Bite Yo Style                                 | Eminem - Just Don't Give A Fuck                                 | 4:59 |
| 3.  | Sensational Gargle (feat. Crucifier)          | —                                                               | 5:53 |
| 4.  | The Switch (feat. Predator)                   | —                                                               | 4:40 |
| 5.  | Riotstarter                                   | Kraze - The Party                                               | 5:11 |
| 6.  | The Path Of Hell (Remixed by Crucifier)       | —                                                               | 5:20 |
| 7.  | Right Through Your Head                       | The Departed                                                    | 4:50 |
| 8.  | Strangle And Mutilate                         | Documentaire sur Gary Heidnik et Edmund Kemper                  | 5:56 |
| 9.  | Handz On My Ballz (feat. The Beat Controller) | The D.O.C. feat. MC Ren, Ice Cube, 6Two & Snoop Dogg - The Shit | 5:43 |
| 10. | In A Million Years                            | Eminem - White America                                          | 4:45 |
| 11. | Smoke Yo Momma (feat. D-Spirit)               | American History X                                              | 5:26 |
| 12. | Silent Notes (feat. Predator)                 | —                                                               | 5:01 |
| 13. | Like This                                     | Keith Murray - Oh My Goodness                                   | 4:53 |
| 14. | Looking To Survive                            | —                                                               | 4:32 |
| 15. | Gas Met Die Zooi (Remixed by Tha Playah)      | —                                                               | 5:14 |

| 1.  | House Fucka                                         | —                      | 4:22 |
| 2.  | Back Up                                             | Cube                   | 4:56 |
| 3.  | Stainless Steel (Remixed by Predator)               | D12 - I'll Shit On You | 4:40 |
| 4.  | Close To You                                        | Shining                | 4:32 |
| 5.  | TNT (feat. Rudeboy & Tomcat)                        | —                      | 5:26 |
| 6.  | Choices                                             | City Hall              | 5:08 |
| 7.  | Alles Kut Enter (feat. Rudeboy & Tomcat)            | —                      | 5:57 |
| 8.  | Criminally Insane (Remixed by The Hitmen)           | Rammstein - Sonne      | 4:45 |
| 9.  | 187 (feat. Predator)                                | —                      | 4:36 |
| 10. | Anticipate                                          | —                      | 4:37 |
| 11. | Broken Chain (Remixed by Mad Dog) (feat. Crucifier) | Underworld             | 4:57 |
| 12. | That Shooting Pain (feat. D-Spirit)                 | —                      | 4:32 |
| 13. | Drug Revision (feat. The Guardian)                  | —                      | 5:09 |
| 14. | Essential Components                                | Cube                   | 3:36 |
| 15. | Your Soul Is Mine                                   | —                      | 4:20 |